# شروق (ممثلة)
شروق (20 مارس 1952 -11 يوليو 2025) هي ممثلة مصرية.

## حياتها ونشأتها
علية محمد أحمد فؤاد من مواليد 20 في شهر مارس عام 1952م في محافظة القاهرة، تخرجت من كلية الزراعة جامعة القاهرة، ولم تذكر في أي تصريح أي شيء خاص بحياتها الشخصية، وترى أنها خاصة بها فقط وأسرتها.

## مسيرتها
عملت في مجموعة كبيرة من الأدوار، بدأت في مسلسل بلاغ للرأي عام، و مسلسل واعتزال في عام 2008م، وعملت في أدوار عديدة كالزوجة، والمعلمة، والأم الحنونة، وأيضاً الحماة الشريرة.

## وفاتها
توفيت المُمثلة علية محمد أحمد فؤاد في يوم الجمعة 16 محرم 1447 هـ الموافق 11 يوليو 2025، عن عمر ناهز 73 عامًا، بعد صراعٍ طويل مع المرض.

## وصلات خارجية
- شروق على موقع الدهليز
- شروق على موقع قاعدة بيانات الأفلام العربية